# 織田揮準
織田 揮準（おだ きじゅん、1939年 - ）は、日本の教育学者。三重大学名誉教授。専門は、教育心理学、教育評価、教育工学。

## 略歴
- 1963年 - 名古屋大学教育学部卒業
- 1968年 - 名古屋大学大学院教育学研究科博士課程満期退学
- 1968年 - 名古屋大学教育学部助手
- 1970年 - 名古屋女子短期大学講師
- 1974年 - 三重大学教育学部助教授
- 1978年 - 三重大学教育学部教授
- 1980年 - 「評定尺度の研究」により、名古屋大学より教育学博士の学位を取得
- 2003年 - 皇學館大学文学部特任教授、2010年退職

## 著書

### 共著
- （石倉精一）『現行知能検査要覧』（黎明書房、1967）
- 『臨床的性格適応診断』（金子書房、1969）
- （日本児童研究所）『児童心理学の進歩 1970年版』（金子書房、1970）
- （伊藤秀子、大塚雄作）『ガイドブック大学授業の改善』（有斐閣選書）（有斐閣、1999）